# Espérance de vie
Cet article concerne l'espérance de vie en général. Pour l'espérance de vie humaine, voir Espérance de vie humaine.
L'espérance de vie est une mesure statistique de la durée de vie moyenne dans une population. Elle diffère de la durée de vie maximale, appelée « longévité potentielle », car elle varie selon l'âge où on la mesure ; de plus la valeur de l'espérance de vie à la naissance est très sensible au taux de mortalité infantile.
On l'utilise concernant les organismes vivants, avec l'espérance de vie humaine et celle des plantes et animaux, mais aussi des objets, instruments, ou organisations, seulement lorsqu'il est possible de leur attribuer un âge, donc de connaître la date de création, d’apparition, ou de première mise en fonctionnement, et d'identifier un événement comparable à la mort pour les organismes vivants (destruction, disparition, panne définitive, etc.)

## Histoire de l'espérance de vie humaine

### Tables de mortalité duXVIIIesiècle
Des progrès importants dans l'espérance de vie et son estimation ont lieu à partir du milieu du XVIIIe siècle, grâce aux tables de mortalité successivement publiées par Antoine Deparcieux (1746), Théodore Tronchin (1748), Pehr Wilhelm Wargentin (1749), Thomas Simpson (1752), Johann Peter Süssmilch (1761), ou encore Daniel Bernoulli (1763), selon qui vacciner contre la variole augmente de trois ans l'espérance de vie globale.

### Stagnations et reculs à la fin duXXesiècle
Depuis la fin du XXe siècle, dans certains pays l'espérance de vie a commencé à reculer ou stagner (en France en 2012 par exemple), et pour la 1re fois depuis 250 ans (hors périodes de guerre) ; elle stagne pour les hommes et régresse légèrement pour les femmes. Selon l'INED et l'indicateur harmonisé, européen calculé par Eurostat : « En 2012, l'espérance de vie n'augmente pas, ... . Elle stagne pour les hommes (78,4 ans) et diminue même de 0,2 point pour les femmes (84,8 ans) », alors que l'espérance de vie en bonne santé (ou « espérance de vie sans limitation d’activité ») diminue dans de nombreux pays.

### Rôles respectifs des gènes et du comportement
Les généticiens cherchent aussi à comprendre dans quelle mesure nos gènes influent sur notre espérance de vie. Selon une étude récente basée sur l'étude d'un arbre généalogique construit par crowdsourcing pour 13 millions de personnes, ces gènes n'ont que peu d'importance par rapport aux facteurs environnementaux et comportementaux : 16 % contre environ 25 % pensait-on jusqu'alors d'après des études antérieures faites sur les jumeaux en Scandinavie (cette différence pourrait s'expliquer selon Kaare Christensen (directeur du Danish Twin Registry d'Odense) par l'histoire et l'environnement paisible de la Scandinavie qui aurait pu donner à la génétique un rôle plus important qu'en moyenne dans le monde).

## Sémiologie de l'expression «espérance de vie»
Cette expression, polysémique, peut renvoyer à :
- l'espérance de vie humaine (ou animale), sans indication d'âge, est en général l'espérance de vie à l'âge 0 (naissance, début de fonctionnement, etc.). On parle aussi d'espérance de vie après l'apparition d'une maladie grave, ou après une opération chirurgicale ou chimiothérapie. Dans ces derniers cas on peut aussi parler d'« espérance de vie à 5 ans », c'est-à-dire dans les années qui vont suivre les 5 premières années après le traitement[5] ;
- l'espérance de vie en bonne santé (statistique Eurostat) et l'espérance de vie corrigée de l'incapacité (statistique OMS) ;
- l'espérance de vie d'une population d'objets soumise à des contraintes données (contrainte de cisaillement, thermique, mécaniques, etc.).

En aucun cas elle ne traduit la « longévité potentielle », qui est la durée de vie maximale que peut atteindre un être vivant d'une espèce donnée, un objet, une machine, etc..
En statistique, l'« espérance » est un terme mathématique neutre (pouvant aussi bien s'appliquer à des évènements souhaitables qu'indésirables) désignant une moyenne.

## Moyenne ou médiane
Dans certains cas, la « durée de vie », ou le « temps moyen de fonctionnement », est calculé comme une médiane plutôt que comme une moyenne.